# 마누엘 올리바레스
마누엘 올리바레스 라페냐(스페인어: Manuel Olivares Lapeña; 1909년 4월 2일, 발레아레스 제도 손 세르베라 ~ 1976년 2월 16일, 마드리드 주 마드리드)는 스페인의 축구 공격수이자 감독이었다.
그는 라 리가 82경기에 출전해 56골을 기록했는데, 이 중 대부분은 그가 3번의 주요 대회 우승을 차지했던 레알 마드리드 소속으로 기록하였다.

## 클럽 경력
발레아레스 제도 손 세르베라 출신인 올리바레스는 1928년에 알라베스에 입단하여 1930-31 시즌에 라 리가 첫 경기를 출전하여 14경기에서 10골을 기록했으나 바스크 연고 구단의 성적은 8위에 그쳤다.(당시 10개 구단이 참가했다) 이후, 다음 시즌이 시작하기 전에, 그는 스페인의 거함 레알 마드리드로 이적했다.
올리바레스는 머랭 군단 소속으로 2년을 보내면서, 인상적인 득점력을 선보였는데, 이 과정에서 2년 연속으로 리그 우승을 거두었으며, 1934년에는 코파 델 프레시덴테 데 라 레푸블리카를 우승했다. 1932-33 시즌에는 14경기에만 출전하고도 16골을 기록해 피치치의 주인공이 되었다.
올리바레스는 1부 리그 선수로 3년을 더 보냈는데, 그는 도노스티아, 사라고사, 그리고 에르쿨레스를 거쳤다. 1934년 그는 앞에 명시한 세 구단 중 2번째 구단에서 선수 겸 감독을 맡기 시작해 1943년에 지역 리그의 알헤시라스에서 은퇴하기 전까지 이 직위를 맡았다.
1944-45 시즌, 올리바레스는 UD 살라망카의 세군다 디비시온 2부 리그 승격에 성공했으나, 이듬해에 다시 강등당했다. 1976년 2월 16일, 그는 마드리드에서 향년 66세로 영면에 들었다.

## 국가대표팀 경력
올리바레스는 스페인 국가대표팀 경기에 1번 출전했는데, 스페인은 1930년 6월 14일에 열린 체코슬로바키아와의 친선경기에서 0-2로 패했다.

## 수상

### 선수
레알 마드리드
- 라 리가: 1931-32, 1932-33
- 코파 델 프레시덴테 데 라 레푸블리카: 1934

개인
- 트로페오 피치치: 1932-33

### 감독
살라망카
- 테르세라 디비시온: 1944-45